# デパート!夏物語
『デパート!夏物語』（デパート なつものがたり）は、TBS系列で1991年7月2日 - 9月3日に放送されたテレビドラマ。全10回。
伊勢丹の撮影提供の元、恋に仕事に体当たりでぶつかる新人デパートマンの成長を描いた。続編は『デパート!秋物語』。
撮影は相模大野駅前にある伊勢丹相模原店で行われた。なお、同店は2019年9月末に閉店、2021年に解体された。

## ストーリー
曲がったことが大キライだが、張り切り過ぎてトラブルや失敗を繰り返す入社3ヶ月目の高山大介と、大介がひと目惚れしたデパート・インフォメーションガールの鈴木小百合、大介に世話を焼かされる小百合の父の哲男らの人間模様とデパートのさまざまな出来事を描く。

## キャスト
- 高山大介：髙嶋政宏
新人デパートマン。小百合に好意を抱いている。地方の出身で、修学旅行で訪れたデパートで、店員に親切に接してもらったことに感動し、大学卒業後にデパートに入社。江ノ島に居住している。純情で、曲がったことが大嫌いな性格ゆえにマナーの悪い客と常にトラブルを起こし、周囲を悩ませているが、前向きで明るく一生懸命な性格は高く評価されており、信頼は厚い。哲男からは、「バカまっしぐら」というあだ名を付けられている。
- 鈴木小百合：西田ひかる
大介が勤めるデパートの総合案内所受付嬢。大介が好意を寄せている。お客様相談室課長・鈴木哲男の一人娘。
- 森村玲子：森尾由美
大介の同期社員。大介に好意を寄せており、小百合の恋敵でもある。
- 国広晴彦：中山秀征
大介の同期社員。森村に好意を寄せており、大介をライバル視している。
- 小野明：緒形幹太
大介の同期社員。大介がトラブルを起こした際、お客様相談室に駆け込む役割を担っている。
- 藤田典子：越智静香
大介の同期社員。最終回にて小野といい仲になっていたが、続編には登場せず。
- 王綺莉：李媛
小百合の同僚。
- 平林則夫：モト冬樹
哲男の部下。胃薬を常用しており、大介がトラブルを起こしたと小野から報告を受けた際に胃薬を飲み、その内容を聞いて噴き出し、周囲に撒き散らすのがお約束となっている。
- 三田幸弘：鈴木ヒロミツ
哲男の部下。
- 相馬秀之：中条静夫→宇津井健（第7話より）
お客様相談室室長。寛大かつ情が厚く、大介に対して厳しさを持ちつつ大介を温かく見守っている。
- 鈴木哲男：小林稔侍
小百合の父。お客様相談室課長。小百合を溺愛するあまり、大介と小百合の恋路を妨害する。大介に「バカまっしぐら」というあだ名を付けた張本人。それでも大介がトラブルになった時にはサポートしてくれる。

## ゲスト
- 菜摘：美保純（第1話）
- 松本：藤岡琢也（第2話）
- 陶芸家：荒井注（第4話）
- 警備員：平泉成（第4話）
- 老夫婦の客：真弓田一夫・目黒幸子（第5話）
- 小坂部信也：湯江健幸（第5話）
- 園田：原田大二郎（第5話）
- ㈱三觜・縫製工場の従業員：螢雪次朗（第5話）
- 太った女性客：中島唱子（第6話）
- 海老原智子：石野真子（第7話）
- 北川祐太の母親：高樹澪（第7話）
- 北川祐太の父親：角野卓造（第7話）
- チンピラ：ホンジャマカ（第7話）
- 橋本一郎：辰巳琢郎（第8話）
- 橋本珠美：秋本奈緒美（第8話）
- 一郎の母：南田洋子（第8話）
- 食品売り場課長：大門正明（第8話）
- 伊勢丹調布物流センター従業員：田山涼成（第8話）
- 清川彩：三田寛子（第9話）
- 清川志乃：吉行和子（第9話）
- 哲男の姉：野際陽子（第10話）
- 松田夫人：中田喜子（第10話）
- 松田：中島久之（第10話）
- 女子大生：常盤貴子（第10話、ノンクレジット）

## 主題歌
「ときめいて」
- 歌：西田ひかる
- 作詞：松本隆
- 作曲：筒美京平
- 編曲：渡辺格
- レコード(CD)：ポニーキャニオン
- CD No.PCDA-00219（CDシングル(CDS)、オリジナルカラオケ付き）

## スタッフ
- 脚本：石原武龍、大石静、橋塚慎一
- 音楽：義野裕明
- プロデューサー：野添和子(大映テレビ)、福富京子(大映テレビ)、杉川広明(フジアール)、内野健(TBS)→浜井誠(TBS)
- 撮影：山崎 忠
- 撮影助手：加藤信之
- 照明：小川正治
- 照明助手：今 明男
- 美術：泉 人士
- 美術助手：馬場啓友
- 録音：新川昌史
- 録音助手：高桑英章
- 調整：千葉清美
- 整音：辻井一郎
- 編集：藤田光男
- 記録：福島勇子
- 効果：佐々木英世
- 選曲：佐藤 啓
- VTR編集：三浦直康(IMAGICA)
- MA：植松厳(IMAGICA)
- スタイリスト：伊藤和子
- メイク：三木重美
- スチール：岩宮秀憲
- 衣装：山崎千鶴
- 制作助手：山本宅也
- 監督助手：末広稔
- 助監督：島田 晃
- 制作主任：濤　映
- 仕上担当：松本秦生
- TBS番組宣伝担当：広瀬隆一 他
- 美術：大映テレビ美術部
- 衣装：東京衣装
- 録音：株式会社アーチストワーク
- 効果：東洋音響
- 協力：クロキプロ
- イラスト：湘南イラストレーション倶楽部
- 協力：FUJITSU 他
- 撮影協力：株式会社伊勢丹、伊勢丹相模原店、相模原市
- 技術協力：IMAGICA
- 衣装協力：株式会社オンワード樫山 他
- 監督：瀬川昌治、國原俊明、江崎実生、加藤仁
- 製作：大映テレビ株式会社、TBS
- 著作：大映テレビ株式会社（※ビデオテロップ上はノン・テロップ）

## サブタイトル
| 話数 | 放送日       | サブタイトル                                   | 脚本     | 監督     |
| ---- | ------------ | ---------------------------------------------- | -------- | -------- |
| 1    | 1991年7月2日 | いらっしゃいませ! 女店員ナンパ様!!             | 石原武龍 | 瀬川昌治 |
| 2    | 7月9日       | デートのあと、店中は大さわぎ                   | 石原武龍 | 瀬川昌治 |
| 3    | 7月16日      | いらっしゃいませ! 集団万引き様!!               | 石原武龍 | 國原俊明 |
| 4    | 7月23日      | 怖い!! 真夜中にくるお客様!                     | 石原武龍 | 瀬川昌治 |
| 5    | 7月30日      | 困った! 店でナンパするOLさま!!                 | 大石静   | 國原俊明 |
| 6    | 8月6日       | ギョッ! 婦人服売場のないしょ話!!               | 石原武龍 | 瀬川昌治 |
| 7    | 8月13日      | 胸ドキの夏休み! 悪ガキのご来店!!               | 石原武龍 | 江崎実生 |
| 8    | 8月20日      | 今日も来た! 食品売場のイジワル奥さま           | 石原武龍 | 江崎実生 |
| 9    | 8月27日      | もうカンベン! 店員泣かせのゴネる娘とお母さま!! | 石原武龍 | 加藤仁   |
| 10   | 9月3日       | いらっしゃいませ! 女店員は、危険な恋をする!    | 石原武龍 | 國原俊明 |

- 1993年7月 - 8月にTBSテレビ（関東ローカル）で最初の再放映あり。
- 放送マザー：カラーNTSC、1吋CタイプVTR、モノラル音声。

| TBS系 火曜20時台（1991年7月 - 1991年9月） | TBS系 火曜20時台（1991年7月 - 1991年9月） | TBS系 火曜20時台（1991年7月 - 1991年9月） |
| 前番組                                    | 番組名                                    | 次番組                                    |
| ----------------------------------------- | ----------------------------------------- | ----------------------------------------- |
| 熱血!新入社員宣言                         | デパート!夏物語                           | 女子高生!キケンなアルバイト               |